# Pseudagrion risi
Pseudagrion risi – gatunek ważki z rodziny łątkowatych (Coenagrionidae).